# Centro (kommun)
Centro är en kommun i Mexiko.   Den ligger i delstaten Tabasco, i den sydöstra delen av landet, 700 km öster om huvudstaden Mexico City. Antalet invånare är 664 629. Arean är 1 612 kvadratkilometer.
Terrängen i Centro är mycket platt.
Följande samhällen finns i Centro:
- Villahermosa
- Tamulte de las Sabanas
- Macultepec
- La Lima
- Luis Gil Pérez
- Anacleto Canabal 2da. Sección
- Parrilla
- Fraccionamiento Ocuiltzapotlán Dos
- Buena Vista 1ra. Sección
- Constitución
- Anacleto Canabal 3ra. Sección
- Huapinol
- Lagartera 1ra. Sección
- Gaviotas Sur
- Acachapan y Colmena 3ra. Sección
- Jolochero 2da. Sección
- La Manga 2da. Sección
- Pablo L. Sidar
- El Bajío
- Los Sauces
- Barrancas y Amate 3ra. Sección
- Santa Fé
- Acachapan y Colmena 2da. Sección
- Tierra Amarilla 3ra. Sección
- El Rosario y el Quemado
- El Alambrado
- Francisco I. Madero 1ra. Sección
- Plutarco Elías Calles
- Pajonal
- La Manga
- Aztlán 5ta. Sección
- Aztlán 3ra. Sección (Jahuacte)
- La Loma
- Rovirosa
- Miraflores 3ra. Sección
- González 1ra. Sección
- Medellín y Pigua 1ra. Sección
- Flores del Trópico
- Chiquiguao 1ra. Sección
- Barrancas y Guanal López Portillo
- Aztlán 3ra. Sección (Corcho y Chilapilla)
- Acachapan y Colmena 5ta. Sección
- Buena Vista 2da. Sección
- Dieciséis de Septiembre
- Jolochero
- García
- Aztlán 2da. Sección
- Villa Unión
- Medellín y Pigua 4ta. Sección
- La Isla
- Aztlán 4ta. Sección
- La Providencia
- Chiquiguao 2da. Sección
- Santa Catalina
- El Manzano
- Aniceto
- Buena Vista 3ra. Sección
- Lázaro Cárdenas 2da. Sección
- Torno Largo Estancia
- La Paila